# ブーコレオン宮殿
ブーコレオン宮殿（ブーコレオンきゅうでん、ギリシア語：Παλάτι Μπουκορέων）とは、東ローマ帝国の首都・コンスタンティノープルに存在した宮殿。現在は、イスタンブールのコンスタンティノープル大宮殿跡の南に、宮殿の壁の残存欠が残る。

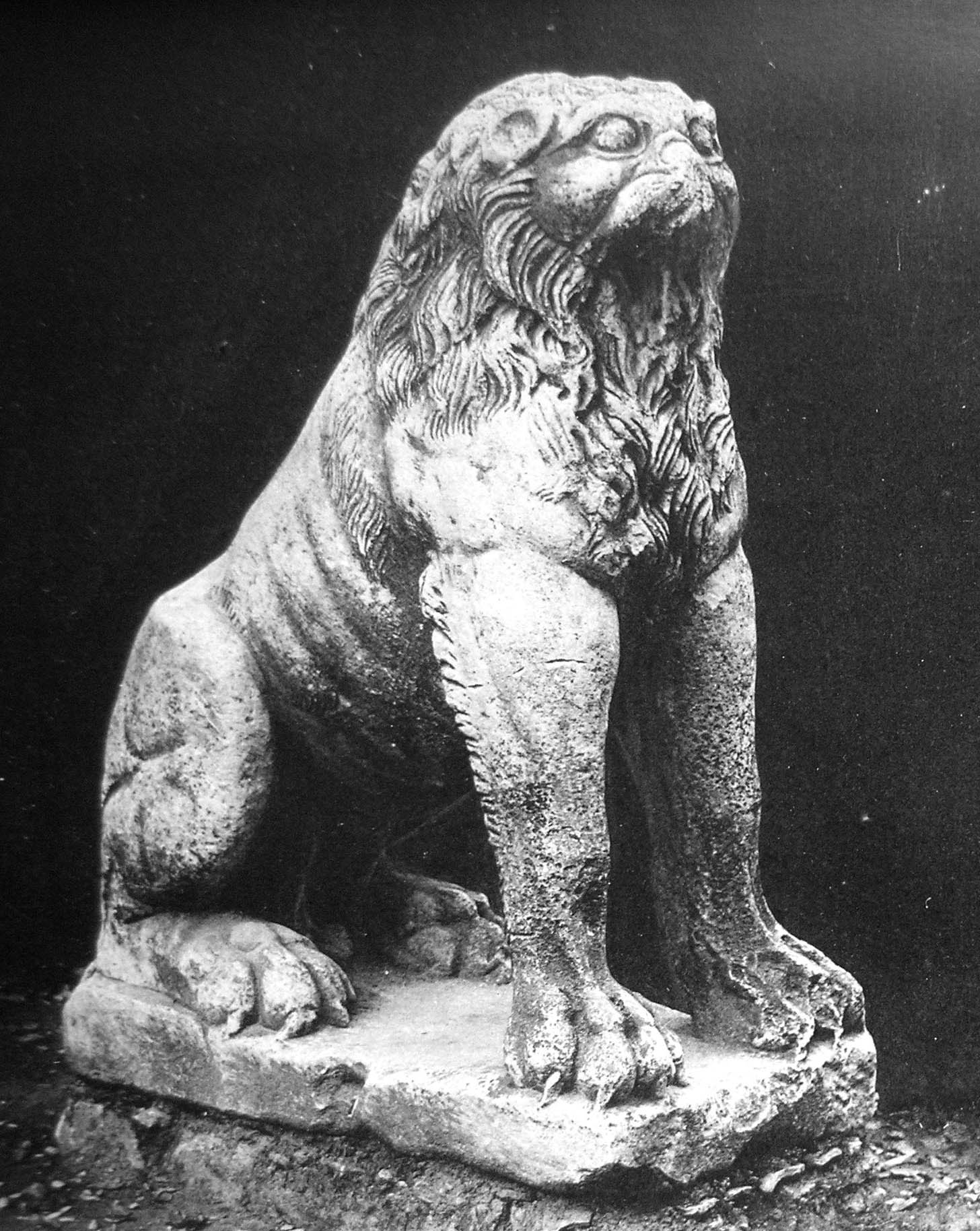
伝統にのっとり、宮殿の至る箇所に設置された獅子像

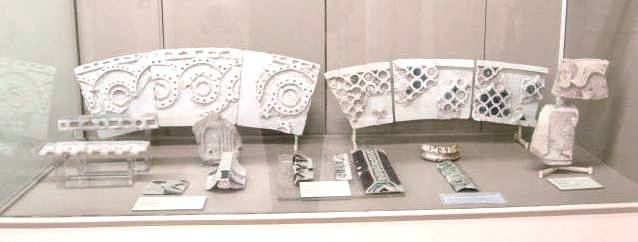
出土品

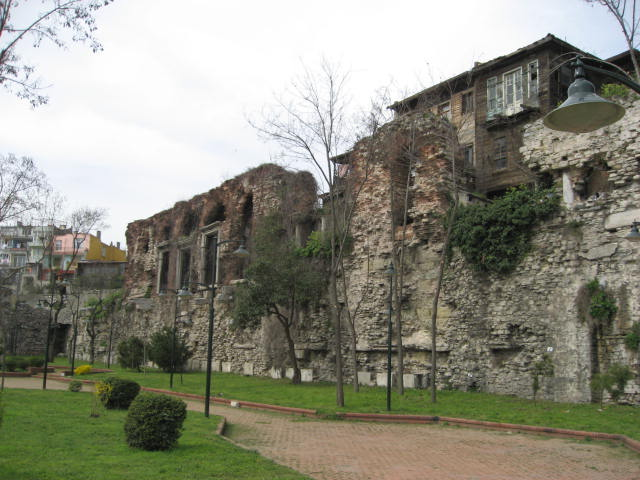
遺構

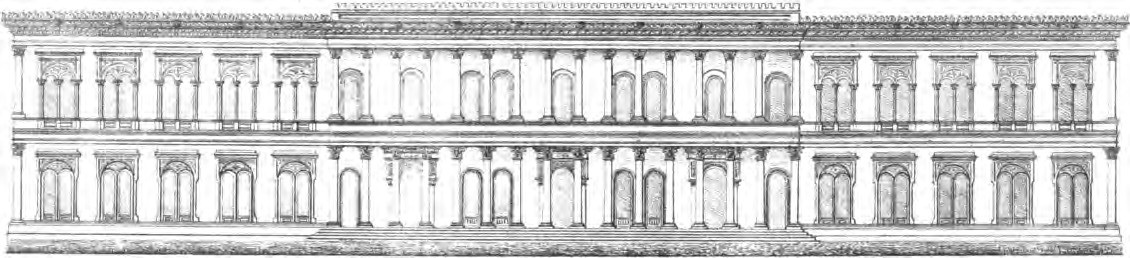
宮殿の復元図

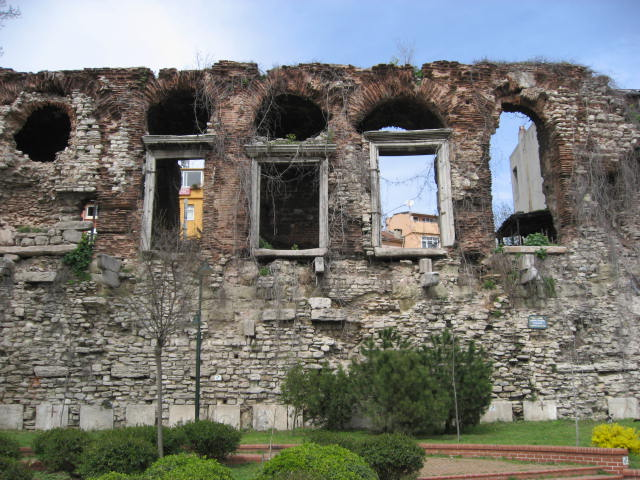
遺跡

## 概要
東ローマ帝国時代のコンスタンティノープルの存在したこの宮殿の北には、10世紀ごろまで東ローマ帝国の宮廷として使用されたコンスタンティノープル大宮殿が存在し、その別宮殿として、この宮殿は建てられたのであった。

## 名称
「オルミサ」という古い名称は、その宮殿が建設された地の初期の名前であった。ブーコレオンという名前は、現在埋め立てられている宮殿の前の小さな港の名称(ブーコレオン港)に因んだと言われている。

## 歴史

### 起源
ブーコレオン宮殿は、おそらく5世紀のテオドシウス2世の治世中に建設されたと考えられている。皇帝は、城を再建し、広げ、城壁の上に大きなファサードを追加し、969年には、回廊を建設した。ブーコレオン宮殿は、11世紀までコムネノス王朝によるブラケルナエ宮殿のまでの広い時代、東ローマ皇帝の宮殿の中での主要な宮殿であり続けるのであった。

### 東ローマ皇帝の宮廷として
また、ブーコレオン宮殿は、国家会議にも使用された。1161年、ラムのスルタン、キリジ・アルスラン2世、1171年にエルサレムの王アマルリックと共に、1166年に皇帝マヌエル1世コムネノスが教会評議会を開いたときに宗教的な集会所を務めた。
十字軍遠征の時代のコンスタンティノープル陥落の後（1204年 - 1261年）は、古くなった大宮殿に変わり宮殿として用いられた。

### 2つのコンスタンティノープル陥落後
第4回十字軍のコンスタンティノープルの陥落で、ブーコレオン宮殿はモンフェラート公のボニファティウスによって陥落した。
ボニファティウスがコンスタンティノープルに迫ったとき、ブコーレオン宮殿は、すべての命を免れるべきであることを条件に、降伏した。ブーコレオンでは、皇后であったフランス国王の妹と、后であったハンガリー国王の妹、そして他の妃たちが発見され、そのほかの高貴な女性も数多く見つかった。そのほかのの文化品とともに、それらは戦利品となった。
それらのの中には、ボニファティウスが後に結婚したハンガリー王国のベラ3世の娘マーガレット皇后がいた。その後のラテン帝国のコンスタンティン支配期間の間、ブーコレオンは古くなったコンスタンティノープル大宮殿に代わってラテン皇帝の住居として使われ続けた。しかし、街還後、コンスタンティノープル宮殿と共に、徐々に放棄され、多く用いられた。
コンスタンティノープル陥落の時にオスマン帝国の皇帝(スルターン)入ると、当時の有名ではあるものの、まだ残存していることが驚かれたという。宮殿への入り口で、スルタン発言を言わした。

## 構造

### 景観

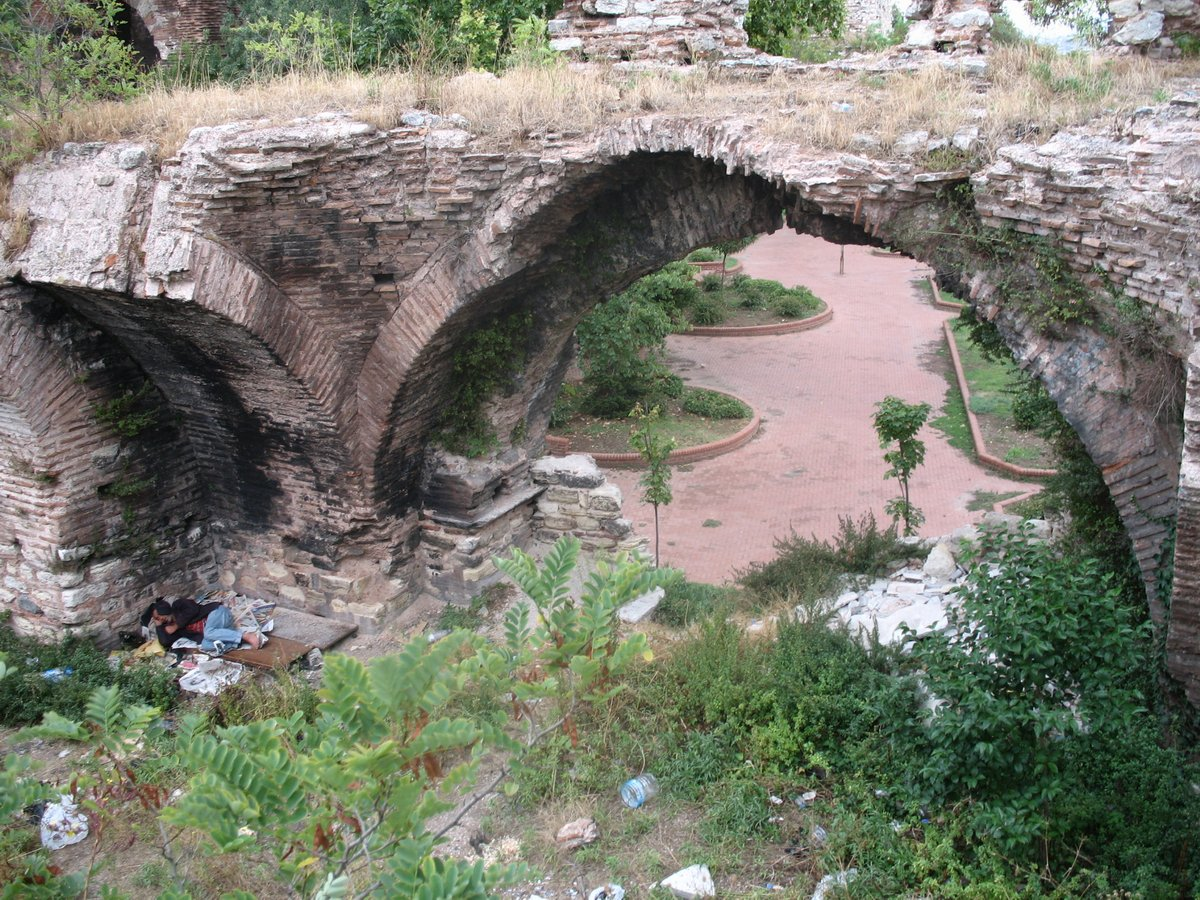
荒れ果てた部分。

ブーコレオン宮殿は、2つの高床の部分に支えられ、海のベモンドに基づいて、その上に建てられている。又、それは高床による、高い1階部分を可能にしている。西のファサードからは、海を見渡すことができる。これは、ライオンの彫刻が門の脇侍として飾られた、仕える人々専用の門(白い大理石で作られていた)と皇帝専用の大門(2本の柱を持つ大規模なドア)の1階に位置している。
ブーコレオン宮殿の旧観の全体像は、その大部分が鉄道の建設中に破壊されたため、全てを見渡すすることは不可能である。しかし、破壊された箇所の部分的な再建は、1934年のマンベリーの模写作品であるいくつかの古い作図に基づいてのみ、可能である。
そのため、鉄道線路建設中に破壊されずに今日まで残っている遺構は、西部のファサードのみである。

### 宮殿の破壊
今日、宮殿跡から海岸沿いの城の西側ファザードのみが鉄道と道路バイパス(ジョン・F・ケネディ通り)の間に位置しているため、見ることが可能であるが、その景観は建設当時とは異なり、現在は東ローマ時代から15メートル、海岸線が後退しているため、立地は異なっている。
鉄道建設中に、ローマン・コンクリートで造られていないブーコレオン宮殿の内部の東ローマ帝国時代の一部は、高さ2mの底に埋もれた。皇帝専用の大門は部分的に残っているが、東ローマ帝国時代の遺構の一部は大きな堆積物の下に隠れている。また、以前まで何保護のための対策を講じず、時がなすがまま、イスタンブールの市街の中に放置し続けられていたため、かなりの程度の荒廃が進んでいる

## 現在
一部のブーコレオン宮殿の跡は、シルケシへの鉄道のための線路を作るために1873年に破壊された。遺跡は、海を見下ろすバルコニーが存在し、今日でも見える3つの大理石の囲まれた出入り口からアクセス可能であることを示唆している。
イスタンブール第4文化遺産保護地域委員会が保護及び保全措置が財産所有者であるイスタンブール広域自治体により実施されるべき状態であるとし、2018年、イスタンブール市から、この宮殿は文化遺産保護委員会によって復元されると発表された。宮殿は、博物館を持つ野外博物館になることが計画されている。

## 巡礼地として
ブーコレオン宮殿の礼拝堂は東ローマ皇帝のレガリアを収容し、宮殿の礼拝堂には聖人たちの聖遺物が奉納されており、宮殿礼拝堂への立ち入りは、皇族・その他の重臣のみに制限されていた。しかし、それにも関らず、宮廷礼拝堂は正教会の巡礼(聖遺物の見学のため)の一部であった兆候が存在する。

## ギャラリー

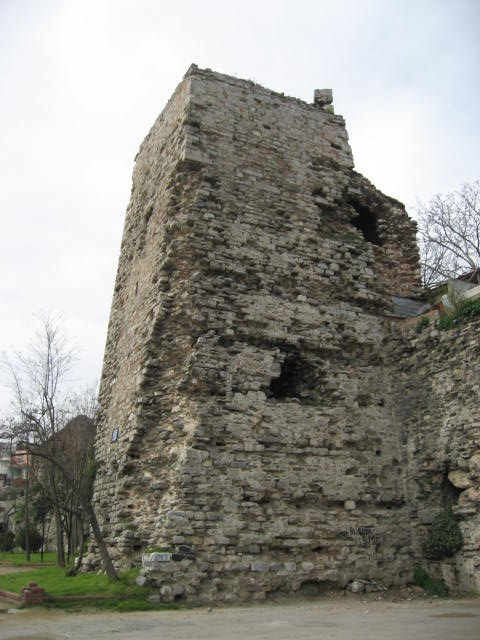
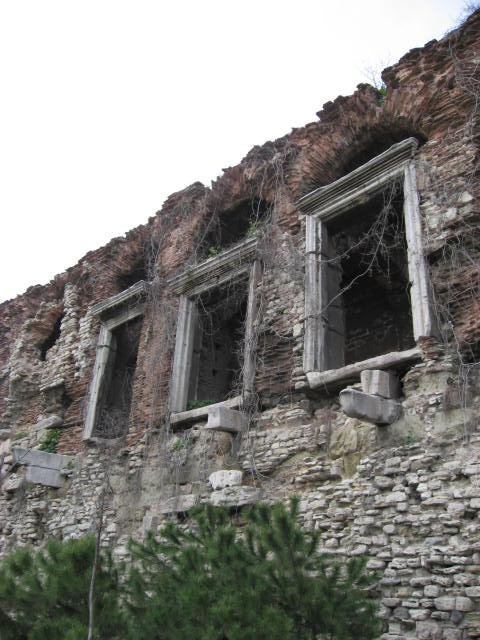
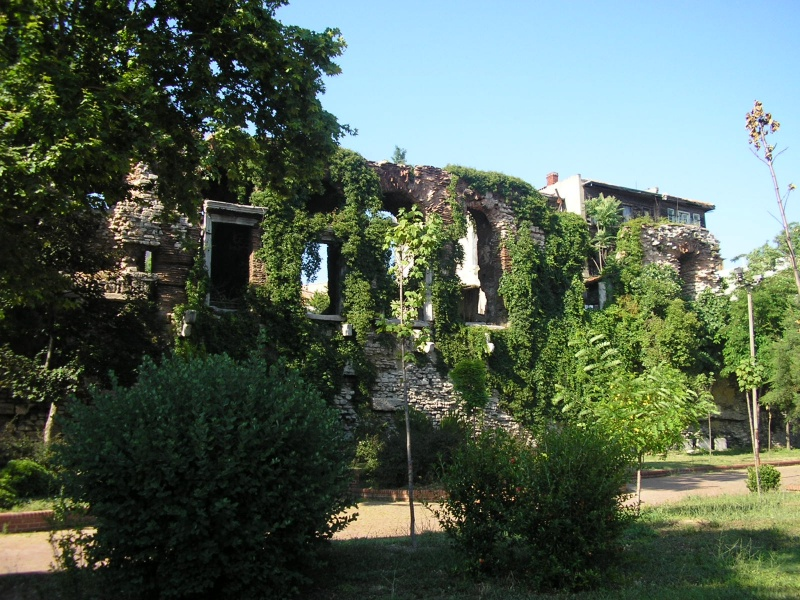
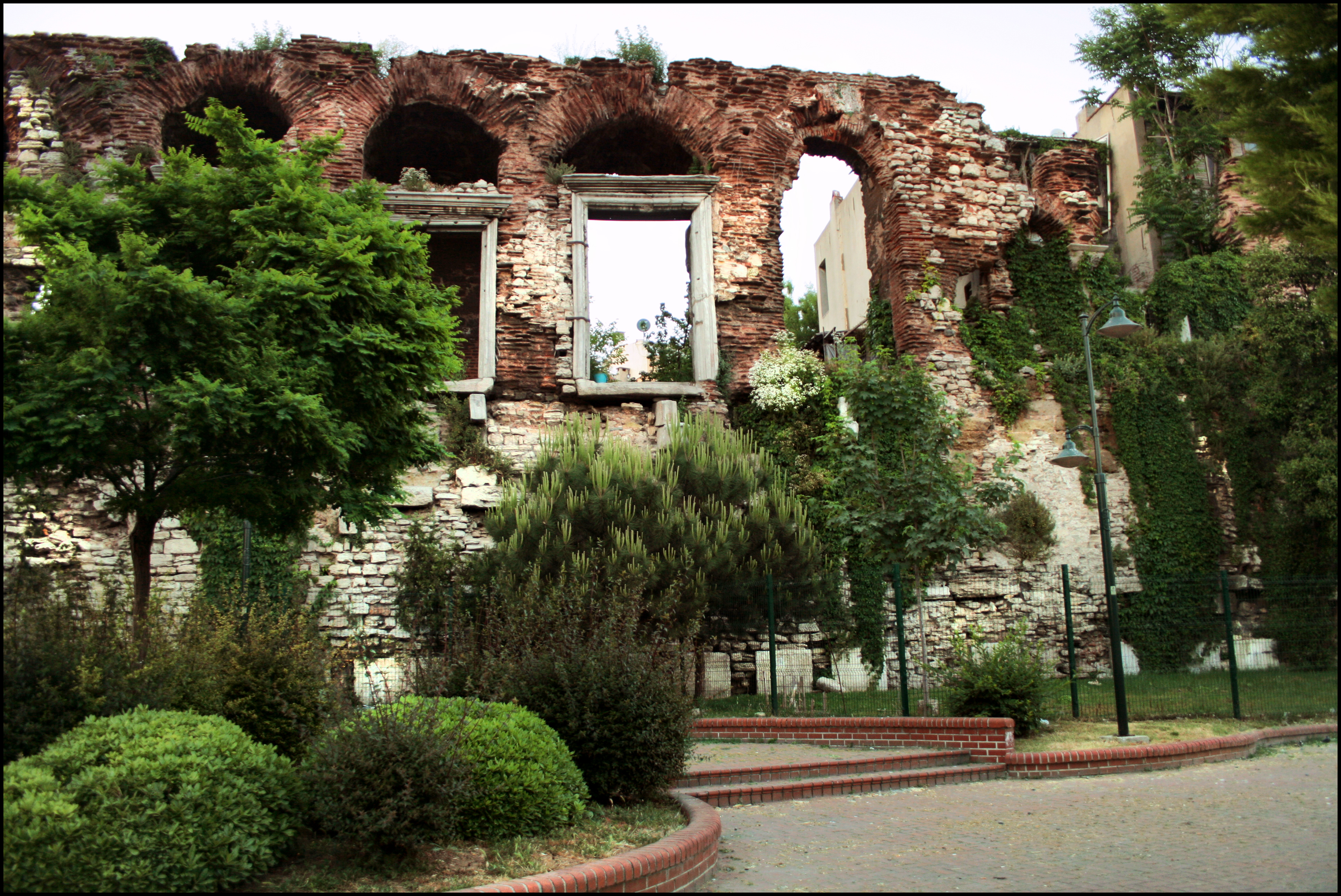
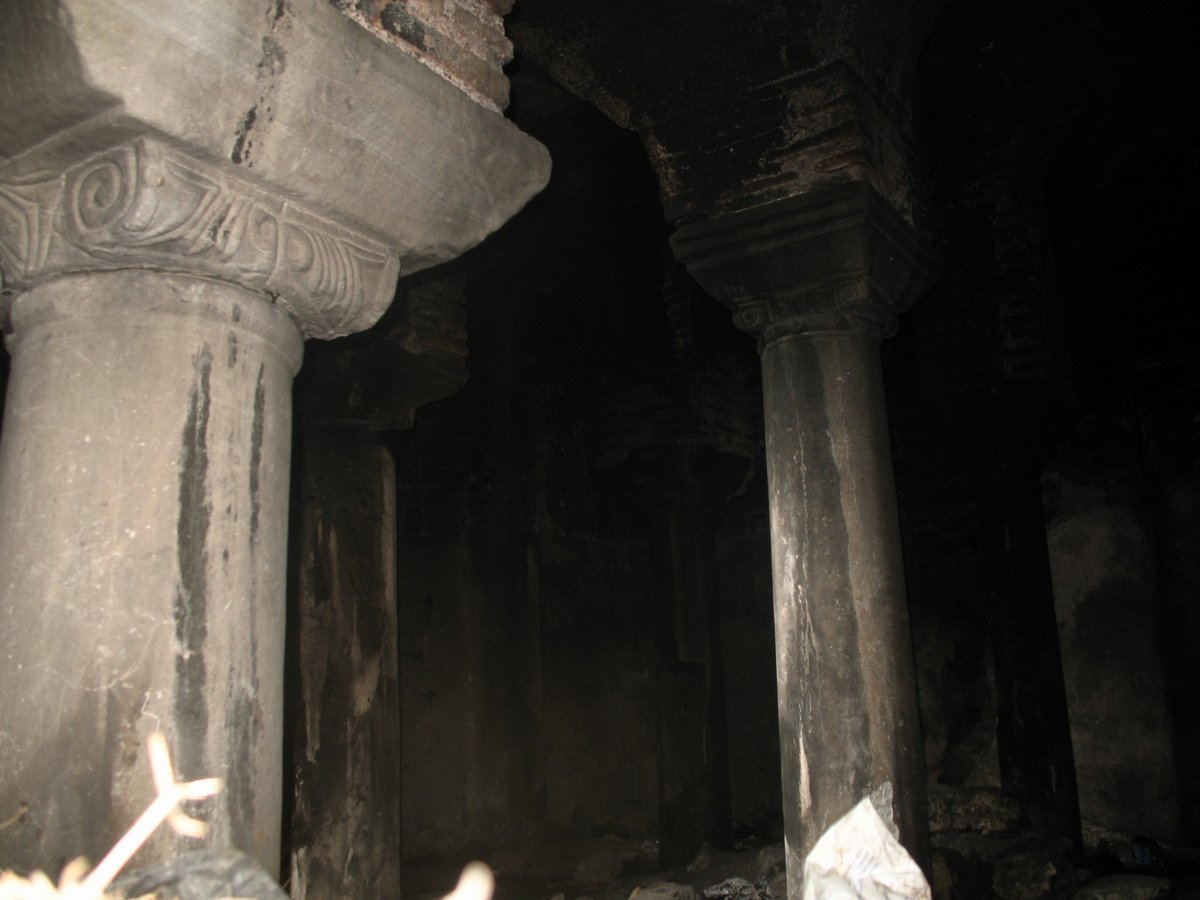
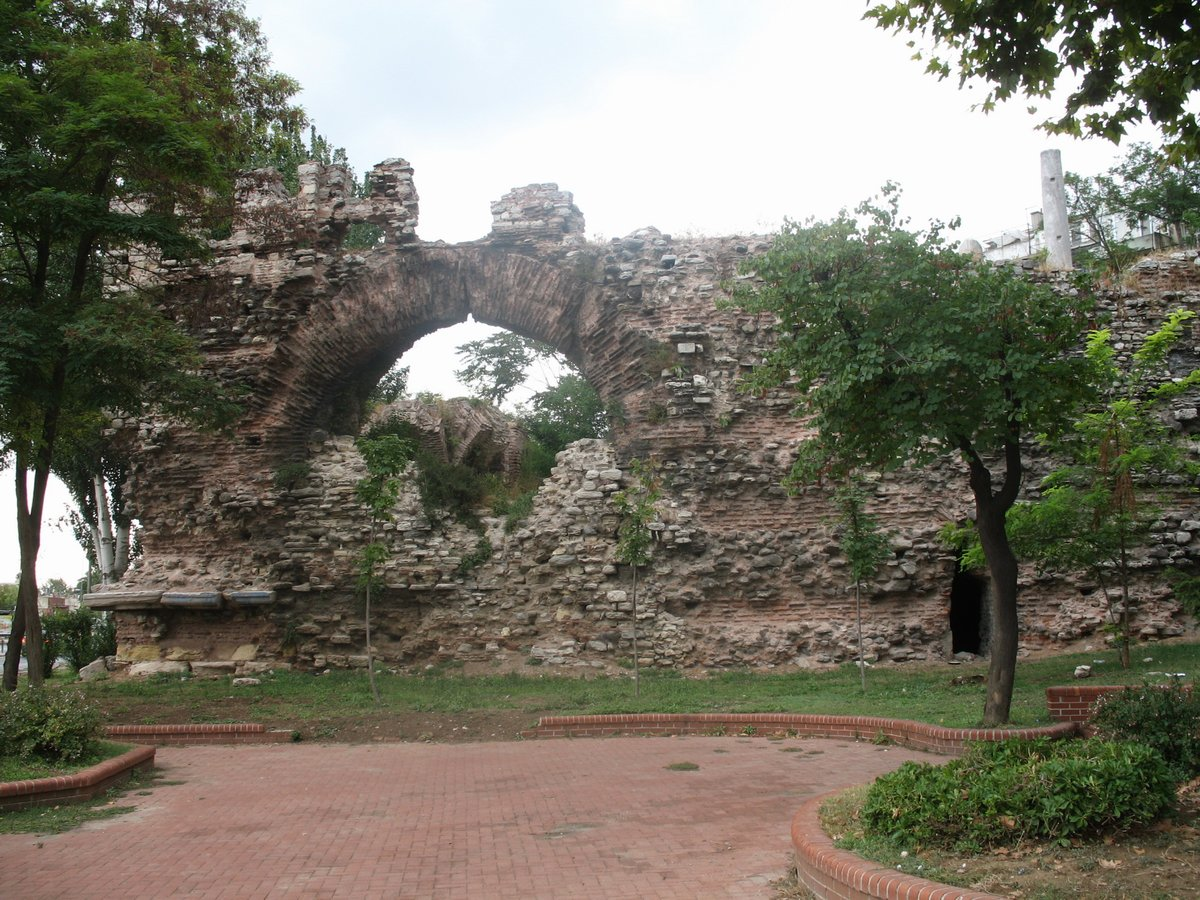